# Cathy Come Home
Pour plus de détails, voir Fiche technique et Distribution.
Cathy Come Home est un téléfilm réalisé par Ken Loach. Il est diffusé pour la première fois par la BBC1 le 16 novembre 1966. 
En France, il a été diffusé dans La télévision des autres le 5 janvier 1973 sur la première chaîne de l'ORTF.

## Synopsis
Jeune couple, Cathy (Carol White) et Reg (Ray Brooks), vivent une relation parfaite. Ils habitent un logement moderne avec leur enfant, jusqu'à ce que Reg perde son emploi. Dès lors, les tourments du chômage et de la pauvreté pleuvent sur eux : ils sont expulsés sans-abri et trouvent refuge dans un squat, puis dans un foyer. Finalement, les services sociaux considèrent que Cathy ne peut garder son enfant et le lui retirent.

## Fiche technique
- Réalisation : Ken Loach
- Scénario : Jeremy Sandford, Ken Loach
- Production : Tony Garnett (en)
- Musique originale : Paul Jones
- Photographie : Tony Imi
- Montage : Roy Watts
- Durée : 75 minutes
- Pays :  Royaume-Uni
- Langue : anglais
- Format : noir et blanc
- Date de sortie : 
  -  Royaume-Uni : 16 novembre 1966

## Distribution
- Carol White : Cathy Ward
- Ray Brooks : Reg Ward
- Winifred Dennis : Mrs. Ward
- Wally Patch : Grandad
- Adrienne Frame : Eileen
- Emmett Hennessy : Johnny